# Lebrecht Music & Arts Photo Library
Lebrecht Music & Arts Photo Library är ett special bildarkiv grundat av Elbie Lebrecht 1992. Den centrala samlingen bestod av ett privat arkiv för bilder från musikens och litteraturens område, med både historisk och modern anknytning.  Biblioteket finns i London, Storbritannien. Det representerar över 150 fotografer, akademiska institutioner och privatsamlingar och utbudet sträcker sig från antiken till 2000-talet.